# Ordre Martiniste et Synarchique
De Ordre Martiniste et Synarchique is een martinistenorde die in 1920 gesticht werd door de martinist Victor Blanchard.
De orde beroept zich op de inwijdingslijnen ontstaan uit de Eerste Martinistische Opperraad van Papus en Augustin Chaboseau. 
Tot het synarchistisch martinisme behoorden een aantal bekende rozenkruisers, zoals Jeanne Guesdon. In 1936 werd Ralph Lewis en daarna ook zijn vader Harvey Spencer Lewis door Victor Blanchard in deze orde geïnitieerd, waardoor A.M.O.R.C. over een volmacht ging beschikken om het martinisme in de Verenigde Staten uit te bouwen.